# Jun'ichi Kanemaru
Jun'ichi Kanemaru (金丸 淳一?, Kanemaru Jun'ichi; Kōfu, 27 ottobre 1962) è un doppiatore e cantante giapponese, affiliato con la società 81 Produce.
Come doppiatore (seiyū) è conosciuto per i ruoli di Hayato Kazami in Future GPX Cyber Formula e Sonic the Hedgehog nell'omonima serie. Kanemaru è arrivato ottavo al Seiyū Grand Prix del 1994, dove ha ricevuto 512 voti. Inoltre è anche un cantante ed un compositore, con canzoni come Suddenly (una versione cover dell'omonima canzone di Rita Coolidge), December's Fairy Tale e Digital Survivor, l'ultima character song di Digimon Tamers.

## Doppiaggio

### Anime e cartoni animati
- Il trenino Thomas (Henry, Owen, Carlos e Porter)
- Prendi il mondo e vai (Narita)[4]
- Ninja Senshi Tobikage (Kanji)[4]
- High School! Kimengumi (Kenichi Otonari, Torio Raikin, Keio Waseda, Shigeo Chomen e Tomomichi Meshi)[4]
- Gundam ZZ (Chimatta)
- Martina e il campanello misterioso (direttore del giornale)
- Tsuide ni tonchinkan (Machinpei Hatsuya)
- Tsurupika Hagemaru (Masaru Kondo)
- Bikkuriman (Shapan)
- Yawara - Jenny la ragazza del judo (Kawano)[4]
- Chimpui (Masao Koyama)
- Getter Robot Go (Yuji Mutoh)[4]
- Future GPX Cyber Formula (Hayato Kazami)[4]
- 21 emon (Pollin)
- Otaku no video (Inoue)[4]
- Magico Dan, super campione (Yuji Takeda e Kazami)[4]
- Mama wa shōgaku 4 nensei (Mario Vuittori)[4]
- Le voci della savana (Andrew Rose)[4]
- Tekkaman Blade (Watts)
- Shin Chan (padre di Kazama)
- Tottoi (Reinhart)[4]
- Nello e Patrasche (passante e paesani)
- Nintama Rantarō (Raizo Fuwa e Rivera Mairudo)
- Umi ga kikoeru (Okada)
- Borgman 2030 (Ken)
- Piccoli problemi di cuore (Ginta Suou)[4]
- Sailor Moon S (Asai Tsutomu)[4]
- Super Pig (Tamio Kitagawa)[4]
- Guru Guru - Il girotondo della magia (Prince Zabun)
- Magic Knight Rayearth (Zazu Toruku)[4]
- Le fiabe più belle (Principe)
- Ririka, SOS! (Foggy)[4]
- Lisa e Seya un solo cuore per lo stesso segreto (Toru Ijuuin)[4]
- Kenshin samurai vagabondo (Chris)
- Dragon Ball GT (Kukan Sugoroku)[4]
- Sailor Moon Sailor Stars (DJ Jack)[4]
- Jigoku sensei Nūbē (Shuichi Shirato)[4]
- Ninpen Manmaru (Momosuke)
- Sexy Commando Gaiden: Sugoi yo!! Masaru-san (Okometsubu Fujiyama e Fumin)
- Trigun (DJ)[4]
- Shukan Storyland (Yoshiki Hayashi)
- Ayashi no Ceres (uomo)
- Arjuna - La ragazza terra (insegnante di inglese)
- Digimon Tamers (Ryō Akiyama)[4]
- Offside (Hibino)[4]
- G-On Riders (forestiero)
- Pokémon: Advanced Challenge (Harley)
- Sonic X (Sonic the Hedgehog)
- Hamtaro - Piccoli criceti, grandi avventure (uomo Gaijin)
- Samurai Champloo (soldato americano)
- Il grande sogno di Maya (Peter Hamill)
- Mushiking, il guardiano della foresta (Bu)
- Speed Grapher (bambino soldato)
- Zenmai Zamurai (Chonin Pieru, Kawara Banban e Kuroko)
- .hack//Roots (Ochi)
- Kilari (presidente)
- Dora l'esploratrice (Swiper)
- Yes! Pretty Cure 5 (Michel Kasugano)
- Saint Beast (Zeus Ogami)
- Incapacitalia (narratore)
- Manny tuttofare (Pat)
- Gokyōdai Monogatari (Alan)
- Hunter × Hunter (Buhara)
- Yona of the Dawn (Ikusu)

### Film d'animazione
- Holly e Benji: La grande sfida mondiale: Jr World Cup! (Shun Nitta)
- Chinpui: Eri-sama Katsudō Daishashin (Masao Koyama)
- Slam Dunk: Shohoku's Greatest Challenge! (Ichiro Katsumi)
- Jigoku sensei Nūbē (Shuichi Shirato)
- Si sente il mare (Okada)[4]
- Digimon Tamers: Runaway Digimon Express (Ryō Akiyama)
- Pyū to fuku! Jaguar (Kiyohiko "Piyohiko" Saotome)
- Gekijō-ban anime Nintama Rantarō ninjutsu gakuen zenin shutsudō! no dan (Raizo Fuwa)
- Suite Precure The Movie: Take it back! The Miraculous Melody that Connects Hearts! (Natural)
- Ralph Spaccatutto e Ralph spacca Internet[5] (Sonic the Hedgehog)

### Videogiochi
- Jigoku sensei Nūbē (Shuichi Shirato)
- Farland Story: Yottsu no Fuuin (Arc)
- Atelier Elie: The Alchemist of Salburg 2 (Douglas McClain)[4]
- Sonic (da Sonic Adventure) (Sonic the Hedgehog, Metal Sonic)[4]
- Shinseiki GPX Cyber Formula: Aratanaru Chousensha (Hayato Kazami)[4]
- Kuroi hitomi no noa: Cielgris Fantasm (Disutin)
- Project Zero (Mafuyu Hanasaki)
- Atelier Viorate: The Alchemist of Gramnad 2 (Bartholomaus Platane)
- Konjiki no Gash Bell!! Unare! Yuujou no Zakeru Dream Tag Tournament (Raiku-sensei)
- Nintama Rantarō: Gakunen taikōsen puzzle! no dan (Raizo Fuwa)
- Atelier Viorate: The Alchemist of Gramnad 2: The Memories of Ultramarine (Bartholomaus Platane)